# 湖虹銀漢魚
湖虹銀漢魚，為輻鰭魚綱銀漢魚目虹銀漢魚科的其中一種，被IUCN列為易危保育類動物，分布於巴布亞紐幾內亞南部高地的Kutubu湖及Soro河流域，為熱帶魚類，體長可達10公分，棲息在海拔約200公尺的山區，生活習性不明，可做為觀賞魚。
其种加词“lacustris”意为“湖沼的”。